# Língua karuk
Karuk ou Karok é uma língua ameaçada de extinção do litoral noroeste da Califórnia, Estados Unidos. Foi a língua tradicional dos Karuks, a maioria dos quais fala hoje o Inglês. William Bright documentou essa língua e produziu uma gramática em 1957, ao que se seguiu em revitalização da mesma. Conforme o Censo de 2000, há 55 pessoas entre 5 e 17 anos na época que falavam Karuk, dentre eles 10 eram limitados em Inglês.

## Classificação
Karuk é uma lingua isolada que compartilha poucas características, se realmente houver, com outras línguas das vizinhanças. O grande linguísta norte-americano Edward Sapir propôs que a mesma fosse classificada como uma das Línguas hocanas, sem, porém, haver fortes evidências disso. Como escreveu Bright, "A língua Karok não é óbvia ou proximamente relacionada a nenhuma (da area), mas foi classificada como membro do grupo norte das Hocanas, num sub-grupo que incluíria as línguas Chimariko e  Shasta languages, falas na mesma localização geral do Karok na Califórnia;

## Escrita
A língua Karuk usa o alfabeto latino ensinado por missionários. Não se usam as letras B, D, G, J, L, Q, V, Z, mas usam-se   š, č, θ

## Fonologia

### Vogais
|         | Frontal | Frontal | Central | Central | Posterior | Posterior |
| curta   | longa   | curta   | longa   | curta   | longa     |           |
| ------- | ------- | ------- | ------- | ------- | --------- | --------- |
| Fechada | i       | iː      |         |         | u         | uː        |
| Média   |         | eː      |         |         |           | oː        |
| Aberta  |         |         | a       | aː      |           |           |

### Consoantes
|               | Bilabial | Labio- dental | Dental | Alveolar | Palatal ou Postalveolar | Velar | Glotal |
| ------------- | -------- | ------------- | ------ | -------- | ----------------------- | ----- | ------ |
| Nasal         | m        |               |        | n        |                         |       |        |
| Oclusiva      | p        |               |        | t        | t͡ʃ                      | k     | ʔ      |
| Fricativa     | β        | f             | θ      | s        | (ʃ)                     | x     | h      |
| Vibr. Simples |          |               |        | ɾ        |                         |       |        |
| Aproximante   |          |               |        |          | j                       |       |        |

## Gramàtica
Karuk é uma Língua polissintética conhecida por seu modo de arranjar informaç:  …falantes experientes de Karuk usam palavras separadas (sem aglutinar) quando comunicam os detalhes novos ou a serem salientados; e usam o sistemas de afixos para detalhes secundários, para não desviar a atenção de quem ouve."

### Ligações Externas
- «Karuk Language Resources»
- «Karok Linguistic Lineage»
- «Efforts Under Way to Preserve Karuk Language»
- «Karuk Songs»
- «Karuk language». overview at the ["Survey of California and Other Indian Languages"
- «Karok language dictionary online from IDS». (select simple or advanced browsing)
- Karuk em Omniglot.com
- Karuk.org
- Karuk em Berkeley 1
- Karuk em Berkeley 2
- Karuk em Native Languages
- Karuk em Our mother languages
- Karuk dictionary
- Official website of the Karuk Tribe